# Secretele familiei Sâmbătă
Secretele familiei Sâmbătă (engleză The Secret Saturdays) este o serie de desene animate americane creată de caricaturistul canadian Jay Stephens pentru Cartoon Network. Aceasta a debutat în 4 octombrie 2008 în Statele Unite. Serialul urmărește aventurile familiei Sâmbătă, o familie de criptozoologi care lucrează ca să țină secretă existența criptidelor, astfel încât să protejeze atât oamenii cât și creaturile. Familia Sâmbătă călătorește prin lume ca să studieze criptide și ca să se lupte cu răufăcătorii precum megalomanul V.V. Argost. Serialul este influențat de stilul Hanna-Barbera al anilor '60 în legătură cu serialele de acțiune, și este combinat cu propriul interes al lui Jay Stephens pentru criptozoologie.
Familia Sâmbătă a apărut mai târziu în Ben 10: Omniverse, facând echipă cu Ben Tennyson și Rook Blonko pentru a opri pe Dr. Animo și pe V.V. Argost, care a fost readus la viață. Acest episod stabilește că ambele seriale există în același univers.

## Originea
Când Stephens a gândit pentru prima data serialul, a fost numit „Criptide”, după creaturile nedescoperite de știință. Personajele erau o echipa de criptozoologi special calificați pentru meseria asta, pentru că odată chiar ei au fost criptide. Okapi, Komodo si Megagura, împreună cu mascota lor de 9 ani, Francis, lucrau ca o echipa de anti-detectivi. Străbăteau uscatul, apa și aerul în ceea ce Stephens a numit Capercopter, misiunea lor fiind să se asigure că criptidele vor rămâne secrete și nu vor fi distruse de Monsieur Dodo. Versiunea asta nu l-a dus nicăieri, deși lumea a arătat ceva interes pentru un timp.
Luni mai târziu, serialul a fost preluat de Cartoon Network, datorită faptului că se căutau mai multe seriale de acțiune precum Ben 10 și Ben 10: Echipa extraterestră. Francis de 9 ani a devenit Zak Sâmbătă de 11 ani și multe din personajele originale au fost scoase. Inițial, conducerea a vrut ca numele serialului să fie „Secretele Aventuri ale lui Zak Sâmbătă”, dar a fost schimbat mai târziu. Spre deosebire de alte seriale cu mistere, misiunea eroilor din „Secretele familiei Sâmbătă” nu este să dovedească existența criptidelor, ci s-o ascundă. Stilul artistic a fost influențat de munca lui Alex Toth și de serialele de desene animate Hanna-Barbera din anii '60, precum Johnny Quest și Herculoizii.
În iulie 2008, Cartoon Network a început o campanie de publicitate pe internet pentru serial. Câteva reclame pentru un site web numit CryptidsAreReal.com au fost difuzate pe Cartoon Network.. Fiecare arăta câte un criptid din familia Sâmbătă: una pe Komodo, alta pe Fiskerton, iar ultima pe Zon. O pagină de pe siteul web arăta un document „secret”;; în timp ce majoritatea cuvintelor erau cenzurate, numele lui Doc și Drew (două personaje principale) sunt revelate. Documentul zicea despre descoperirea unei creaturi, o „fantomă” aproape de Nottinghamshire, Anglia. Evident, era vorba despre Fantoma Fiskerton, un criptid despre care se zice c-ar trăi lângă Nottinghamshire, care a stat la baza creării unuia dintre personajele principale, Fiskerton. Ca să întărească afirmația asta, Zak a zis într-un episod că Fiskerton a fost norocos că Doc și Drew l-au salvat, ceea ce era de asemenea scris în document. Siteul arăta și o schiță a aeronavei familiei Sâmbătă. Pe CryptidsAreReal.com se afla și o pagină pentru o organizație numită Ten Hero Tusk (o anagramă pentru „the Kur stone” - „piatra Kur”), ai cărei exploratori sunt D. Blackwell, B. Finster și L. Van Rook, toți trei fiind personaje din serial.

## Acțiunea
Zak Sâmbătă și părinții lui, Doc și Drew sunt o familie de savanți care au grijă de omenire. Trăind într-o bază ascunsă, ei fac parte dintr-o organizație secretă de savanți cunoscută ca Savanții Secreți care protejează rasa umană de lucrurile ascunse și terifiante ale lumii. În serial, poveștile nu-s doar legende, ci mistere pe care familia trebuie să le rezolve. Călătorind prin întreaga lume, ei cercetează temple antice și peșteri fără fund, luptându-se cu inamicii precum maleficul V.V.Argost (care-și ascunde planurile în spatele emisunii TV Lumea Ciudățeniilor) și un mercenar mascat, specializat în capturarea criptidelor, numit Van Rook.